# Oscar Blas
Oscar Humberto Blas (18 de agosto de 1949, Ciudad de Salta, Argentina - † 30 de mayo de 1982 Bluff Cove Peak, Islas Malvinas) fue un suboficial del Ejército Argentino que se destacó por su participación en la Guerra de las Malvinas.

## Carrera militar
Hijo de Júlio Alejandro Blas, militar, y de Lindaura Sajama de Blas. Miembro de una familia de ocho hijos de Tres Cerritos, Ciudad de Salta, egresó de la Escuela de Suboficiales Sargento Cabral como Cabo de Infantería en 1967.
Revistó en la Compañía de Apoyo de Equipos Aerotransportados, en el Comando en Jefe del Ejército, en la Escuela de Inteligencia y en los Destacamentos de Inteligencia 142 y 143 (desde inicios de 1980).
Era casado con cuatro hijos.
El 22 de mayo es convocado para integrar la Compañía de Comandos 602 de reciente creación a órdenes del entonces mayor Aldo Rico. Viajó a Bs As el domingo 25 de mayo, lugar donde se estaba concentrando el personal de esa subunidad.

## Guerra de las Malvinas
La Compañía de Comandos 602 recibió la orden de infiltrarse en la zona de alturas del Monte Kent, dejarse sobrepasar por el enemigo y accionar sobre su retaguardia, proporcionando información.  El 30 de mayo, el teniente 1.º Rubén Eduardo Márquez y el sargento 1.º Oscar Humberto Blas, recibieron la orden del jefe de patrulla de reconocer un terreno elevado del cerro "Bluff Cove Peak", para ocuparla. Al romper la norma operativa básica de no realizar desplazamientos durante la luz del día, fueron descubiertos y sorprendidos por miembros de la Sección Bote (17 Boat Troop) del Escuadrón D del SAS y eliminados en el consiguiente combate. Dos comandos británicos fueron alcanzados por granadas de mano en la acción.

## Destino de sus restos
En diciembre de 2017, 35 años después de su muerte, sus restos fueron identificados mediante análisis de ADN, ubicándose su tumba en el sector B, fila 5, tumba 10, junto a los restos de Rubén Márquez en el Cementerio de Darwin.

## Condecoraciones y homenajes
- El Sargento Primero Oscar Blas fue ascendido post mortem al gradro militar de sargento ayudante.

- Por decreto 577 del año 1983, se le otorgó la medalla “La Nación Argentina al Muerto en Combate”.[7]

- Se le concedió la Medalla la Nación Argentina al Valor en Combate por:

oponerse a una fracción enemiga superior en número, en ocasión en que integraba una patrulla de exploración que operaba en una zona ocupada por el enemigo. Alertar con su acción a sus camaradas y combatir hasta lograr que estos se replegaran, ofrendando su vida en esta acción.

- Fue declarado "héroe nacional" por la ley 24.950,[8] junto con otros combatientes argentinos fallecidos en la guerra de las Malvinas.

- Una calle de la ciudad de Salta lleva su nombre

- Una escuela de El Churcal (Departamento Molinos, Salta) ha sido bautizada con su nombre.